# The Gods
I Gods sono stati un gruppo britannico fondato nel 1965. La formazione originale includeva Mick Taylor (futuro membro dei Rolling Stones), Brian Glascock, (futuro membro dei Captain Beyond) suo fratello John Glascock (più tardi con i Jethro Tull), il tastierista Ken Hensley (più tardi con gli Uriah Heep). Lee Kerslake (batteria) si unì nel 1967 e in seguito suonò anch'egli negli Uriah Heep. Greg Lake (in seguito con King Crimson ed Emerson, Lake & Palmer) si unì nel 1967 e lasciò la band dopo circa un anno.

## Storia
Mick Taylor e i due fratelli Glascock frequentavano lo stesso istituto scolastico superiore ad Hatfield e iniziarono nel 1963 a suonare insieme. Nel 1965, grazie all'aver fatto conoscenza con Konas fondarono il gruppo "The Gods". il gruppo acquisì notorietà quando, nel 1966,  con la formazione originale, aprì per i Cream in un concerto a Londra.
Nel giugno del 1967 John Glascock fu sostituito da Paul Newton, il quale a sua volta fu rimpiazzato da Greg Lake; anche quest'ultimo lasciò presto la band per unirsi ai King Crimson nell'estate del 1968; la band, di nuovo in cerca di un bassista, chiese a John Glascock di tornare. Con John Glascock di nuovo in formazione registrarono un nuovo album, con Ken Hensley alla voce.
Dopo aver registrato due album, Genesis (1968) e To Samuel a Son (1969), firmarono con una nuova casa discografica, con la quale nel 1970, sotto lo pseudonimo di Head Machine, pubblicarono un album intitolato "Orgasm" con Ken Hensley alle tastiere e alla voce, John Glascock al basso, Joe Konas alle chitarre e Lee Kerslake alla batteria.

## Formazione

### Ultima
- Mick Taylor - voce, chitarra (1965-1969)
- Ken Hensley -  tastiera (1965-1969)
- Paul Newton - basso (1968-1969)
- Alex Napier - batteria (1968-1969)

### Membri precedenti
- Brian Glascock - batteria (1965-1967)
- John Glascock - basso (1965-1967)
- Lee Kerslake - batteria (1967-1968)
- Greg Lake - basso (1967-1968)

## Discografia

### Album in studio
- 1967 - Genesis
- 1968 - To Samuel a Son
- 1969 - Orgasm